# Laniarius bicolor
Laniarius bicolor là một loài chim trong họ Malaconotidae.